# Kahoolawe
Kahoolawe (en hawaïen Kaho`olawe) est la plus petite des huit îles principales de l’archipel d'Hawaï. Cette île est beaucoup plus basse que les autres parmi lesquelles elle se trouve, une géographie qui crée un climat beaucoup plus sec que les autres îles hawaïennes. Son littoral mesure 58 kilomètres de longueur.
L’île n’a jamais pu soutenir une population de plus de mille habitants environ. Tous les habitants furent évacués en décembre 1941, après l’entrée des États-Unis dans la Seconde Guerre mondiale. Entre 1941 et 1990, les forces armées américaines se servirent de l’île comme cible de bombardement — et ces activités militaires ont créé plusieurs difficultés écologiques autour de l’île.
En 1993, Kahoolawe ainsi qu'une bande côtière de 3 km est déclaré comme réserve.
La restauration écologique de l’île, commencée en 1994, continue.

## Démographie
| 1832 | 1836 | 1866 |
| ---- | ---- | ---- |
| 80   | 80   | 18   |

| 1910 | 1920 | 1930 |
| ---- | ---- | ---- |
| 2    | 3    | 2    |

| 1940 | - | - |
| ---- | - | - |
| 1    | - | - |